# Myosin-Leichte-Ketten-Phosphatase

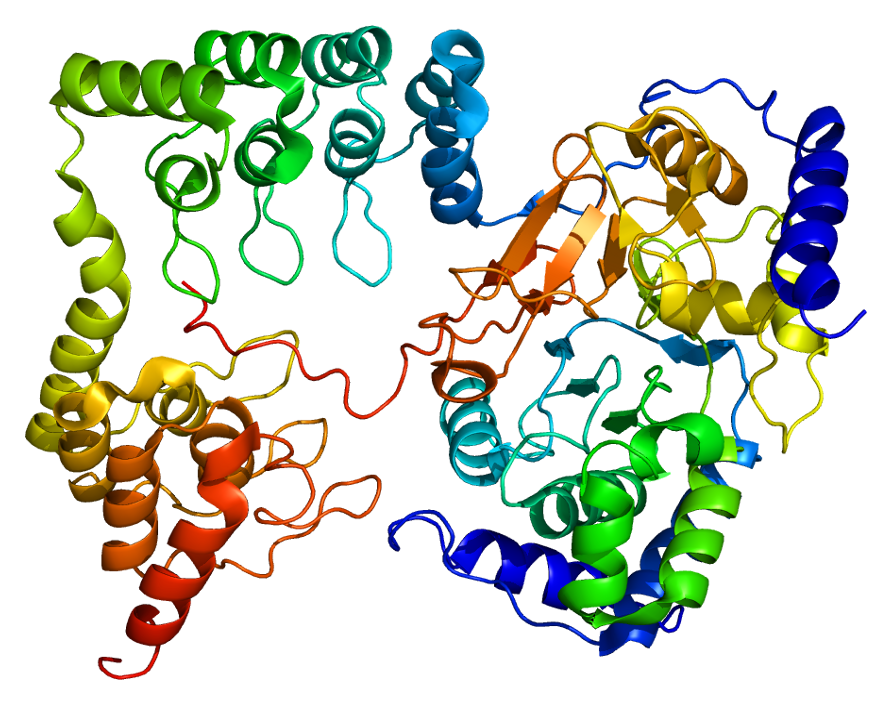
Bändermodell der Aminosäuren 1-299 der regulatorischen Untereinheit PPP1R12A der MLCP beim Haushuhn (Gallus gallus) nach PDB 1S70

Die Myosin-Leichte-Ketten-Phosphatase (auch MLCP oder Myosin-Light-Chain-Phosphatase) ist ein Enzym, welches in den Zellen der glatten Muskulatur vorkommt. Sie dephosphoryliert die regulatorische leichte Kette des Myosins. Dies führt normalerweise zu einer Relaxation der glatten Muskulatur. MLCP ist ein Dimer aus der katalytischen Untereinheit PPP1CB (EC 3.1.3.53) und der regulatorischen Untereinheit (eine von PPP1R12A/B/C), die das Substrat bestimmt. Bindung von PPP1CB an andere Untereinheiten führt zu anderen Substrat-Spezifitäten.
MLCP wirkt antagonistisch zum Enzym der Myosin-Leichte-Ketten-Kinase.
Die katalysierte Reaktion lautet:
[Myosin-Leichte-Kette]-Phosphat  + H2O {\displaystyle \longrightarrow } [Myosin-Leichte-Kette] + PPi

## Wirkungsmechanismus
Die relaxierenden Signalkaskaden mit dem second Messenger cAMP oder cGMP erhöhen die Aktivität von Proteinkinase A (PKA) und Proteinkinase G (PKG). Dies führt wiederum zu einer gesteigerten Aktivität der Myosin-Leichte-Ketten-Phosphatase.
In ihrer Wirkung spaltet sie ein Phosphat von der leichten Kette des Myosins, wodurch sich die Calcium-Sensitivität der Myofilamente erniedrigt. Es sind nun höhere Ca2+-Konzentrationen nötig, um eine Kontraktion auszulösen. In der Summe erhöht sich somit der relative Anteil an relaxierten Muskelzellen im glatten Muskel.
Über welchen Mechanismus die PKA und PKG die Aktivität der MLCP steigern, ist noch nicht genau bekannt. Es wird eine Interaktion mit dem Rho/Rho-Kinase-Weg vermutet.

## Regulation zusammen mit der Myosin-Leichte-Ketten-Kinase
Die Phosphorylierung des Myosins wird auch durch Myosin-Leichte-Ketten-Kinase MLCK reguliert. Die zwei Enzyme MLCK und MLCP mit antagonistischer Wirkung halten den Muskel in einem bestimmten Phosphorylierungs- und Spannungsverhältnis.
Dabei bedeutet eine hohe Aktivität der MLCK eine Kontraktion und eine hohe Aktivität der MLCP eine Relaxation des glatten Muskels z. B. an Gefäßen und Bronchien. 
Deshalb sind die Aktivitäten der MLCK und der MLCP vielfältig neurohumoral über das vegetative Nervensystem reguliert, wobei die Wege stets antagonistisch das eine Enzym aktivieren und das andere hemmen. Beispiele:
- α1-Adrenorezeptor: (Gq-gekoppelt)[2] [IP3]↑, [Ca2+]↑, [Ca2+-Calmodulin-Komplex]↑, MLCK-Aktivität↑
- α1-Adrenorezeptor: (Gq-gekoppelt)[2] [DAG]↑, PKC-Aktivität↑, MLCP-Aktivität↓
- β2-Adrenorezeptor: (Gs-gekoppelt)[2] [cAMP]↑, PKA-Aktivität↑, MLCK-Aktivität↓
- β2-Adrenorezeptor: (Gs-gekoppelt)[2] [cAMP]↑, PKA-Aktivität↑, MLCP-Aktivität↑
- Guanylatzyklase (löslich): (durch Bindung von NO)[2] [cGMP]↑, PKG-Aktivität↑, MLCP-Aktivität↑